# Boehringer Mannheim

Logo von Boehringer Mannheim

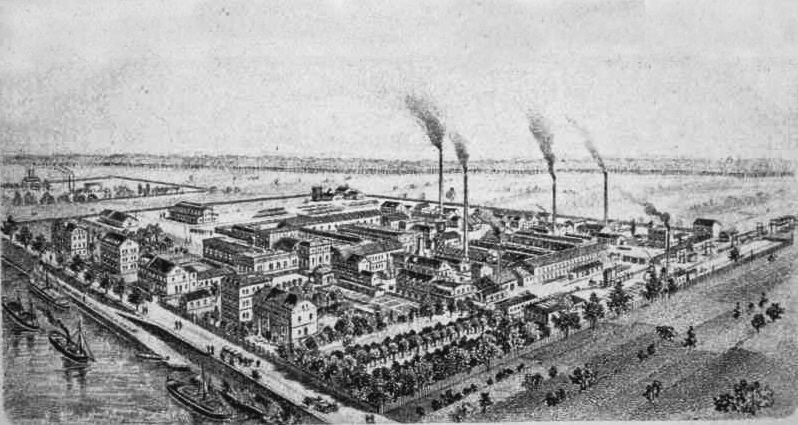
Boehringer Mannheim 1909

Boehringer Mannheim war ein deutsches pharmazeutisches Unternehmen.

## Entstehung
Christian Friedrich Boehringer und Christian Gotthold Engelmann eröffneten 1817 in Stuttgart eine Medikamentenhandlung, die – nebst einem chemischen Labor – im Jahr 1859 nach dem Ausscheiden der Erben Engelmanns zum Pharmaunternehmen C. F. Boehringer & Söhne wurde. 1872 wurde das Unternehmen von seinem Sohn Christoph Heinrich Boehringer nach Mannheim verlegt. 1882 ging das Unternehmen auf dessen Sohn Ernst Boehringer (1860–1892) über. 1883 kaufte Friedrich Engelhorn (senior) die Hälfte der Anteile. Nachdem Ernst Boehringer im Jahr 1892 an einer Lungenentzündung auf einer Dienstreise in Italien früh verstorben war, wurde Friedrich Engelhorn junior (1855–1911) Alleineigentümer des Pharmaunternehmens. Nach seinem frühen Tod übernahm seine Frau Marie Friederika Engelhorn, geborene Joerger (1866–1953), das Unternehmen bis 1913. Danach führten die Söhne Fritz (1886–1956) und Hans Engelhorn (1888–1960) die Geschäfte weiter.

## Entwicklung
C. F. Boehringer & Söhne GmbH Mannheim (als Marke Boehringer Mannheim) entwickelte sich ab 1960 und unter der Führung von Curt Engelhorn zu einem internationalen Konzern mit den Geschäftsfeldern Lab Diagnostics (Diagnostika), Patient Care (Pflegeprodukte), Biochemicals und Therapeutics (Pharma-Produkte). 1996 hatte die Boehringer-Mannheim-Gruppe weltweit etwa 18.000 Mitarbeiter und erzielte einen Umsatz von etwa 4,3 Mrd. CHF. Eigentümer der Gruppe war die Holdinggesellschaft Corange Ltd. mit Sitz auf Bermuda. Boehringer Mannheim erwirtschaftete zuletzt 3,2 Milliarden Dollar Umsatz mit gut 9300 Mitarbeitern in den drei Werken Mannheim, Penzberg und Tutzing. Die Tochter DePuy hatte 2900 Beschäftigte und einen Umsatz von 650 Millionen Dollar.

## Ende der Eigenständigkeit
Im Jahr 1997 wurde die Corange Ltd. mit 84,2 % der US-Tochter DePuy, einem Orthopädie-Spezialisten, von den Gesellschaftern der Familie Engelhorn – drei Cousins und einer Cousine, Curt Engelhorn, Peter Engelhorn (nach dessen Tod Traudl Engelhorn-Vecchiatto), Christof Engelhorn und Christa Gelpke – an den Schweizer Pharma-Konzern Roche Holding für elf Milliarden US-Dollar verkauft, der damit Eigentümer von Boehringer Mannheim und weltweiter Marktführer im Diagnostika-Geschäft wurde. Der Pharmabereich wurde in den Roche-Konzern integriert, das Diagnostik-Geschäft in Roche Diagnostics zusammengefasst. Der Name Boehringer Mannheim wurde nicht weitergeführt. Mit dem Kauf katapultierte sich der Schweizer Pharmakonzern zur weltweiten Nummer eins im Geschäft mit Diagnostika. Der Sitz der Roche Diagnostics Deutschland ist immer noch Mannheim.

## Verhältnis zum namensgleichen Unternehmen in Ingelheim
Ein weiterer Sohn von C. H. Boehringer, Albert Boehringer, hatte 1885 eine chemische Fabrik in Ingelheim am Rhein gegründet, die er 1892 in C. H. Boehringer Sohn umbenannte. Ca. 70 Jahre lang gab es damit zwei Unternehmen namens Boehringer. Zur besseren Unterscheidbarkeit benannten sich die Unternehmen Anfang der 1960er Jahre um in Boehringer Mannheim und Boehringer Ingelheim.